# 自殺への契約書
『自殺への契約書』（Marie-Octobre）は1959年のフランスの映画。ジャック・ロベールの小説に基づいてジュリアン・デュヴィヴィエが監督した。出演はダニエル・ダリューなど。

## キャスト
| 役名         | 俳優                   | 日本語吹替 | 日本語吹替 |
| 役名         | 俳優                   | テレビ版1  | テレビ版2  |
| ------------ | ---------------------- | ---------- | ---------- |
| マリー       | ダニエル・ダリュー     | 山岡久乃   |            |
| ビカール     | ポール・ムーリス       | 久米明     |            |
| シモノー     | ベルナール・ブリエ     | 富田浩太郎 |            |
| カルロ       | リノ・ヴァンチュラ     |            |            |
| ルジェ       | セルジュ・レジアニ     | 中田浩二   | 山田康雄   |
| エティエンヌ | ノエル・ロックヴェール |            |            |
| 錠前屋       | ロベール・ダルバン     |            |            |

- テレビ版1：初回放送1966年2月6日 NHK『劇映画』[1]

## スタッフ
- 監督：ジュリアン・デュヴィヴィエ
- 原作：ジャック・ロベール
- 脚本：ジャック・ロベール、ジュリアン・デュヴィヴィエ
- 撮影：ロベール・ルフェーヴル
- 音楽：ジャン・ヤトヴ